# Susłogon waszyngtoński
Susłogon waszyngtoński, sporadycznie: suseł Washingtona (Urocitellus washingtoni) – endemiczny gryzoń z rodziny wiewiórkowatych. Występowanie gatunku jest ograniczone do Wyżyny Kolumbii we wschodniej części stanu Waszyngton, oraz północnej części stanu Oregon.

## Systematyka
Do roku 1938 U. washingtoni był klasyfikowany w obrębie gatunku Spermophilus townsendii'. Później został uznany za odrębny gatunek i w systematyce jako Spermophilus washingtoni. W 2009 roku amerykańscy zoolodzy Kristofer M. Helgen, F. Russell Cole, Lauren Helgen i Don E. Wilson przedstawili opracowanie rewidujące dotychczasowy podział systematyczny rodzaju Spermophilus. Spermophilus washingtoni został przez nich zaliczony do nowego rodzaju Urocitellus utworzonego z dawnego podrodzaju Urocitellus Obolenskij i otrzymał nazwę Urocitellus washingtoni.

## Rozmieszczenie geograficzne
Typową lokalizacją gatunku jest Wyżyna Kolumbii we wschodniej części stanu Waszyngton, północna część stanu Oregon. Trzy główne lokalizacje są oddalone od siebie o około 50 km.